# A 집단군

1941년부터 1945년까지 군집단 총사령관의 깃발.

A 집단군(독일어: Heeresgruppe A)은 제2차 세계 대전 기간 동안 활동했던 나치 독일 국방군 육군의 집단군이다. 1939년 11월에 창설된 후, 여러 차례에 걸쳐 재창설 및 재명명되었다.

## 연혁
- 1939년 10월, 창설 : 남부 집단군을 개편하여 창설
- 1941년 6월 22일, 해체 : 남부 집단군으로 개칭
- 1942년 7월, 재명명 : 남부 집단군을 A 집단군과 B 집단군으로 분할
- 1944년 4월 1일, 해체 : 남우크라이나 집단군으로 개칭
- 1944년 9월 23일, 재명명 : 북우크라이나 집단군을 개칭
- 1945년 1월 25일, 해체 : 중부 집단군으로 개칭

## 사령관
- 초대, 게르트 폰 룬트슈테트 원수 : 1939년 10월 26일 ~ 1941년 6월 22일
- 2대, 빌헬름 리스트 원수 : 1942년 7월 10일 ~ 1942년 9월 10일
- 3대, 아돌프 히틀러 총통 : 1942년 9월 10일 ~ 1942년 11월 21일 (독일 육군최고사령부 직접 지휘)
- 4대, 폰 클라이스트 원수 : 1942년 11월 22일 ~ 1943년 6월
- 5대, 페르디난트 쇠르너 상급대장 : 1944년 4월 1일 ~ 1944년 9월 24일
- 6대, 요제프 하르페 상급대장 : 1944년 9월 24일 ~ 1945년 1월 17일
- 7대, 페르디난트 쇠르너 상급대장 : 1945년 1월 17일 ~ 1945년 1월 26일

## 참모장
- 초대, 에리히 폰 만슈타인 중장 : 1939년 10월 26일 ~ 1930년 2월 1일
- 2대, 게오르그 폰 소덴슈테른(Georg von Sodenstern) 보병대장 : 1940년 2월 6일 ~ 1940년 10월 1일
- 3대, 한스 폰 그라이펜베르크(Hans von Greiffenberg) 중장 : 1942년 7월 10일 ~ 1943년 2월 24일
- 4대, 알프레드 가우제(Alfred Gause) 중장 : 1943년 2월 23일 ~ 1943년 5월 13일
- 5대, 한스 폰 그라이펜베르크 중장 : 1943년 5월 13일 ~ 1943년 7월 16일
- 6대, 한스 뢰티거(Hans Röttiger) 중장 : 1943년 7월 16일 ~ 1933년 3월 24일
- 7대, 발터 뱅크(Walther Wenck) 중장 : 1944년 5월 24일 ~ 1944년 7월 22일
- 8대, 볼프-디트리히 폰 크실란더(Wolf-Dietrich von Xylander) 중장 : 1944년 9월 28일 ~ 1945년 2월 15일 (순직)

## 편성

### 1939년 11월
- 제12군
- 제16군

### 1940년 5월
- 제2군
- 제4군
- 제12군
- 제16군
- 클라이스트 기갑집단(Panzergruppe von Kleist)

### 1942년 8월
- 제1기갑군
- 제11군
- 루오프 군집단(Armeegruppe Ruoff)

### 1944년 5월
- 제6군
- 제17군
- 루마니아 제3군

### 1945년 1월
- 제4기갑군
- 제9군
- 제17군
- 하인리치 군집단(Armeegruppe Heinrici)

## 같이 보기
- B 집단군
- 남부 집단군